# Ананченко Михайло Олегович
Ананченко Михайло Олегович (нар. 17 листопада 1994, Суми) — український політик та громадський активіст, помічник Сумського міського голови, Студентський президент України у рамках Студреспубліки.
Народний депутат України IX скл., член владної партії «Слуга народу», голова Сумської обласної організації. Керівник групи з міжпарламентських зв'язків з Йорданом, співголова групи з міжпарламентських зв'язків з Державою Катар.

## Життєпис
Народився 1994 року в Сумах. 2012 року вступив на факультет іноземних мов Сумського педагогічного університету, заступник голови профспілкової організації студентів ВНЗ, згодом здобув другу освіту за фахом «адміністративний менеджмент».
2013 року увійшов до складу Національної спілки журналістів України.
2014 став арт директором нічного клубу, 2015 — піар-менеджером. Організовував молодіжні заходи в Сумах (Student Growing Up).
16 грудня Ананченко заявив про напад на нього двох людей в балаклавах. Згодом СБУ заявила, що «напад» був постановчим, а відео опубліковано в рамках операції СБУ

## Громадська діяльність
2015 — обраний головою профкому студентів та аспірантів Сумського педагогічного університету, організовував студентські форуми.
2016 — Студентський мер Сумщини. Розвивав співпрацю з «Британською молодіжною радою», «Національним студентським союзом» та іншими організаціями. У 2016—2017 навчальному році працював Студентським президентом України у рамках Студреспубліки, а також був членом виконкому — голова комісії з фандрайзингу, в Українській асоціації студентів у 2016-2017 рр..
У березні 2025 року обраний президентом Федерації хокею на траві України.

## Політика
Працював помічником-консультантом депутата Сумської обласної ради 7-го скликання від ВО «Батьківщина» Ігоря Ганненка.
У 2018 році увійшов до складу виконавчого комітету Сумської міської ради, посівши посаду помічника міського голови Сум Олександра Лисенка.
Наприкінці 2017 року став співзасновником та керівником ГО «Українська молодіжна рада» та "Всеукраїнське об'єднання «Суми Псел».
У лютому-квітні 2019 року Ананченко на виборах Президента України був представником кандидата у президенти Зеленського по Сумській області.
Ананченко є відповідальним за реалізацію президентської програми «Здорова Україна» на Сумщині. Основною метою ініціативи є популяризацію здорового способу життя та розвиток спортивної інфраструктури (майданчики, парки тощо).
Член Комітету ВРУ з питань зовнішньої політики та міжпарламентського співробітництва, голова підкомітету з питань законодавчого забезпечення і контролю за діяльністю дипломатичної служби. Є керівником групи з міжпарламентських зв'язків з Йорданським Хашимітським Королівством, співголовою групи з міжпарламентських зв'язків з Державою Катар, заступником голови групи з міжпарламентських зв'язків з Португальською Республікою, секретарем групи з міжпарламентських зв'язків з Ліванською Республікою, членом груп з міжпарламентських зв'язків з Канадою, Чеською Республікою та Республікою Індія.
22 липня 2025 року голосував за закон 12414, що обмежує Національне антикорупційне бюро України та Спеціалізовану антикорупційну прокуратуру. Цей закон викликає значний резонанс в українському суспільстві.

## Родина
Батько Олег Ананченко — п'ять разів був кандидатом у народні депутати України. 2006 року балотувався на посаду Сумського міського голови Сум, посів 4 позицію серед 28 кандидатів. Мати Маргарита Ананченко. Неодружений.

## Відзнаки
Подяка Комітету ВРУ з питань науки та освіти за значний внесок у розвиток студентського самоврядного руху та молодіжної політики України.